# Walzenschnecken
Die Walzenschnecken (Volutidae) sind eine artenreiche Familie ausschließlich mariner und vergleichsweise sehr großer Schnecken (bis 50 cm). Es sind etwa 250 Arten beschrieben.

## Merkmale
Die Form der Gehäuse variiert von fast rundlich mit großer Öffnung bis zu hochkonisch mit langer, schlitzförmiger Öffnung. Die Adultgröße beträgt 1,5 cm bis ca. 50 cm. Häufig sind drei bis vier Spindelfalten vorhanden, die jedoch in der Endwindung reduziert sein können. Die Gehäuse sind meist wenig ornamentiert, jedoch oft porzellanartig mit komplizierten Farbmustern, die jedoch innerartlich stark variieren. Der Fuß ist z. T. extrem groß. Ein Operculum fehlt bei den meisten Arten, ist aber bei den drei Arten der westatlantischen Gattung Voluta entwickelt. Die Raspelzungen sind verhältnismäßig kurz und besitzen 1 oder 3 Elemente pro Querreihe. Die Eier werden in großen Eikapseln an Hartsubstrate angeheftet. Die Eier enthalten große Mengen an eiweißreichem Eiklar. Das Veligerstadium wird daher in der Eihülle durchlaufen und die Metamorphose findet noch vor dem Schlüpfen statt. Auch das Fressen von Nähreiern wurde bei manchen Arten schon beobachtet.

## Lebensweise
Die Walzenschnecken sind in allen Meeren der Welt zu finden. Allerdings liegt der Schwerpunkt der Diversität eindeutig in den wärmeren Meeren. Die vertikale Verbreitung weist einen Schwerpunkt im flacheren Wasser auf, jedoch sind einige Arten bis auf 4100 m Wassertiefe vorgedrungen. Walzenschnecken kommen fast ausschließlich auf sandigen und schlammigen Weichböden vor. Sie leben dort meist eingegraben und lauern auf Beute, die meist aus anderen Weichtieren, in der Hauptsache sogar anderen Schnecken besteht, die mit Hilfe des großen und muskulösen Fußes überwältigt werden. Aber auch Aas (z. B. tote Fische) wird angenommen.

## Einige Arten
Die drei Arten der Gattung Voluta leben in warmen atlantischen Gewässern Südamerikas und der Karibik, und zwar die Hebräische Walze (Voluta ebraea) an der Küste Brasiliens, die Notenschnecke oder Notenwalze (Voluta musica) an den Küsten Kolumbiens, Venezuelas, Surinames und der Antillen sowie Voluta virescens an der Küste Costa Rica, Panama und Kolumbiens. Die meisten Walzenschneckenarten sind im Indopazifik heimisch. Dort leben mehrere Arten der Gattung Melo, darunter die Melonenschnecke (Melo melo) und die Diadem-Walzenschnecke (Melo amphora), die mit bis über 50 cm Gehäuselänge eine der größten Schnecken ist, sowie zahlreiche Arten von Cymbiola, unter anderen die Fledermauswalze (Cymbiola vespertilio) und die australische Art Cymbiola magnifica.

## Systematik

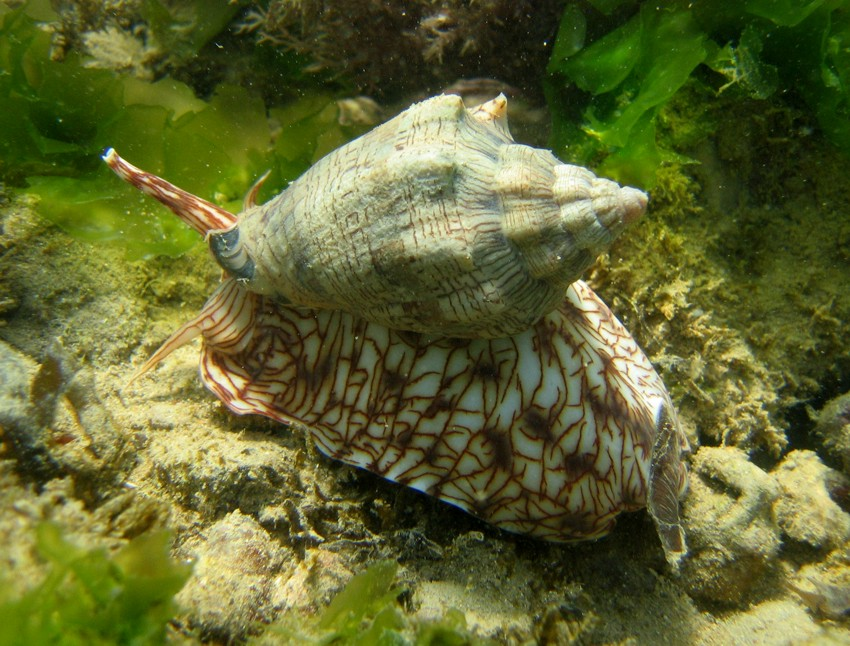
Voluta ebraea

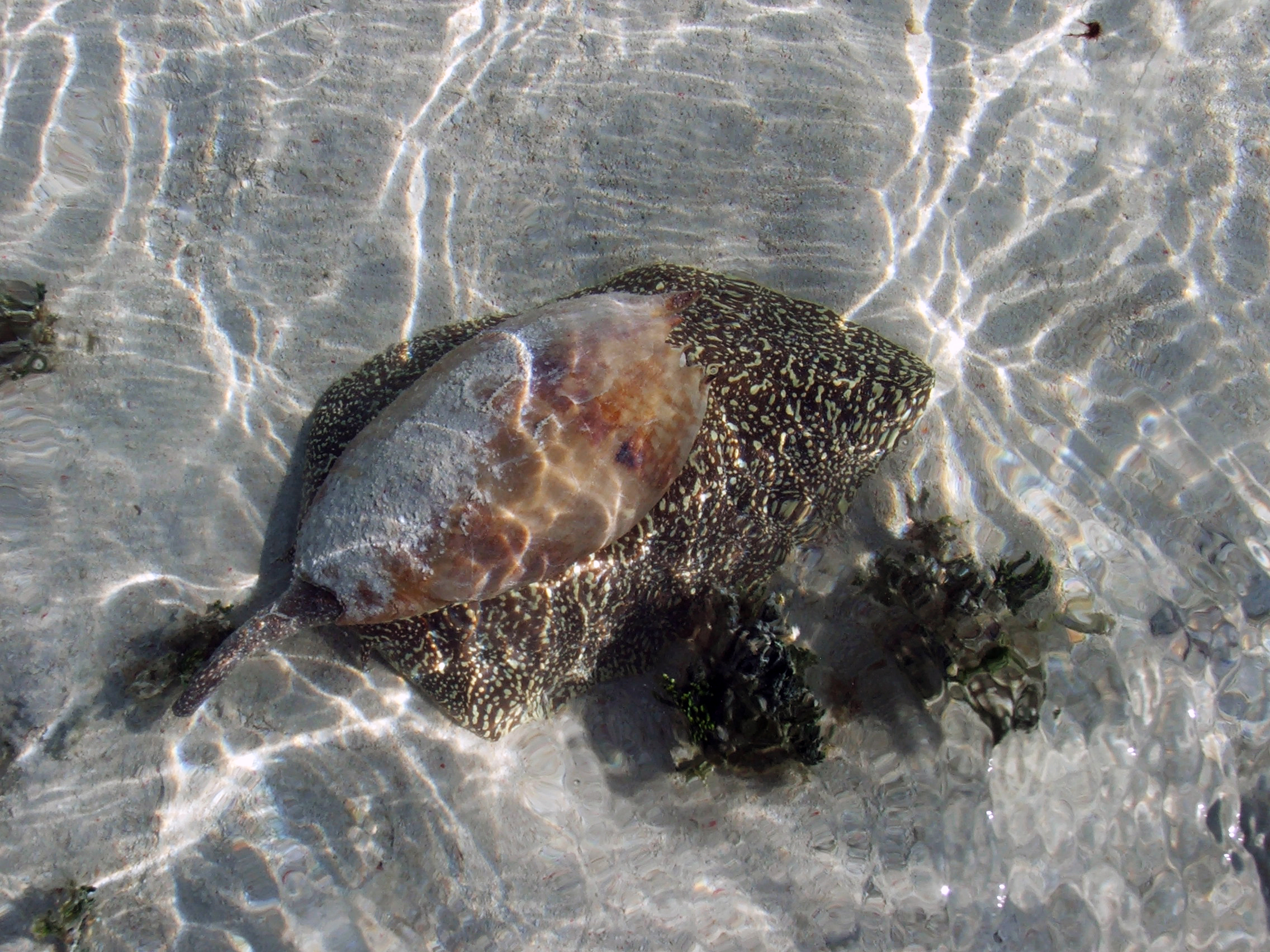
Melo amphora

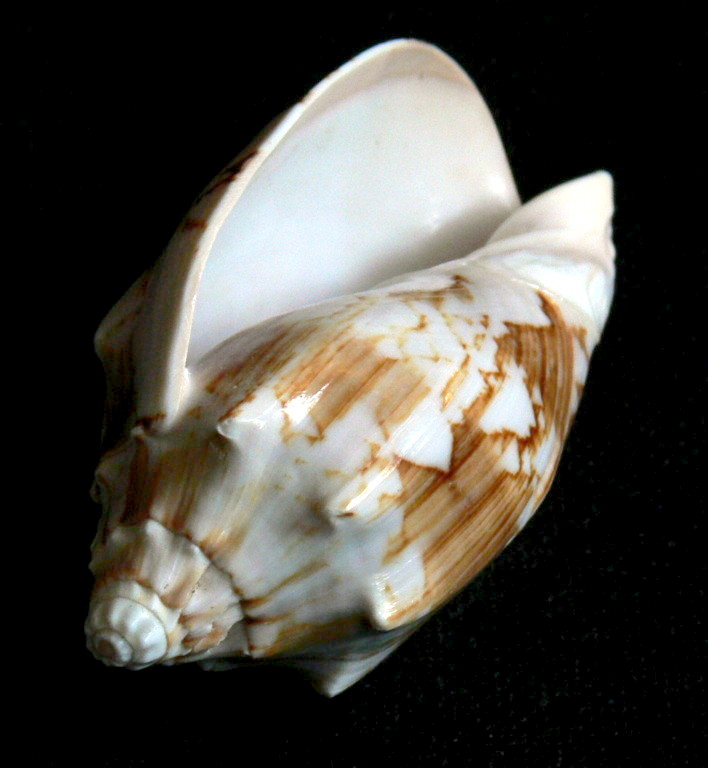
Gehäuse von Cymbiola vespertilio

Die Familie lässt sich nach Bail & Poppe (2001) folgendermaßen untergliedern:
- Unterfamilie Athletinae Pilsbry & Olsson, 1954
  -     - Genus Athleta Conrad, 1853
- Unterfamilie Volutinae Rafinesque, 1815
  - Tribus Volutini Rafinesque, 1815
    - Genus Voluta Linnaeus, 1758

  - Tribus Lyriini Pilsbry & Olsson, 1954
    - Genus Callipara Gray, 1847
    - Genus Harpulina Dall, 1906
    - Genus Lyria Gray, 1847
    - Genus Enaeta H. & A. Adams, 1853
    - Genus Leptoscapha Fischer, 1883
- Unterfamilie Calliotectinae Pilsbry & Olsson, 1954
  -     - Genus Fusivoluta E. von Martens, 1902
    - Genus Calliotectum Dall, 1890
    - Genus Neptuneopsis Sowerby III, 1898
- Unterfamilie Scaphellinae Gray, 1857
  -     - Genus Ampulla Röding, 1798
    - Genus Scaphella Swainson, 1832
    - Genus Volutifusus Conrad, 1863
- Unterfamilie Fulgorariinae Pilsbry & Olsson, 1954
  -     - Genus Fulgoraria Schumacher, 1817
    - Genus Tenebrincola Harasewych & Kantor, 1991
- Unterfamilie Zidoninae H. & A. Adams, 1853
  - Tribus Adelomelonini Pilsbry & Olsson, 1954
    - Genus Adelomelon Dall, 1906
    - Genus Nanomelon Leal & Bouchet, 1989
    - Genus Arctomelon Dall, 1915

  - Tribus Adontocymbiolini Clench & Turner, 1964
    - Genus Odontocymbiola Clench & Turner, 1964
    - Genus Minicymbiola Klappenbach, 1979
    - Genus Miomelon Dall, 1907
    - Genus Tractolira Dall, 1896

  - Tribus Zidonini H. & A. Adams, 1853
    - Genus Zidona H. & A. Adams, 1853
    - Genus Provocator Watson, 1882
    - Genus Harpovoluta Thiele, 1912

  - Tribus Cymbiini H. & A. Adams, 1853
    - Genus Cymbium Röding, 1798

  - Tribus Livoniini Bail & Poppe, 2001
    - Genus Ericusa H. & A. Adams, 1858
    - Genus Livonia Gray, 1855
    - Genus Notopeplum Finlay, 1927

  - Tribus Alcithoini Pilsbry & Olsson, 1954
    - Genus Alcithoe H. & A. Adams, 1853
    - Genus Zygomelon Harasewych & Marshall, 1995
- Unterfamilie Amoriinae Gray, 1857
  - Tribus Amoriini Gray, 1857
    - Genus Amoria Gray, 1855
    - Genus Paramoria McMichael, 1960
    - Genus Nannamoria Iredale, 1929

  - Tribus Notovolutini Bail & Poppe, 2001
    - Genus Notovoluta Cotton, 1946
    - Genus Volutoconus Crosse, 1871

  - Tribus Meloini
    - Genus Cymbiola Swainson, 1831
    - Genus Melo Broderip in Sowerby I, 1826
- Unterfamilie Plicolivinae Bouchet, 1989
  -     - Genus Plicoliva Petuch, 1979

Bouchet & Rocroi (2005) stellen ein leicht abweichendes System vor und gliedern die Volutiden in die folgenden acht Unterfamilien:
- Volutinae Rafinesque, 1815
- Amorinae Gray, 1857
- Athletinae Pilsbry & Olsson, 1954
- Calliotectinae Pilsbry & Olsson, 1954
- Fulgorariinae Pilsbry & Olsson, 1954
- Plicolivinae Bouchet, 1990
- Priamidae Sismonda, 1842
- Yetiinae Gray, 1847